# Архипенко, Василий Альбертович
Василий Альбертович Архипенко (укр. Василь Архипенко; род. 28 января 1957, Николаевка, Донецкая область, УССР) — советский легкоатлет, выступавший в основном на дистанции 400 м с барьерами; Мастер спорта СССР международного класса.
Выступал за команду СССР на Летних Олимпийских играх 1980 года в Москве. Выиграл серебряную медаль на дистанции 400 м с барьерами.
Тренировался у Владимира Абраменко.